# يوهان فلوريان هيلر
يوهان فلوريان هيلر (بالألمانية: Johann Florian Heller)‏ هو طبيب وكيميائي نمساوي، ولد في 1813 في يهلافا في التشيك، وتوفي في 1871 في فيينا في النمسا.